# Pas près de parler !
Pour plus de détails, voir Fiche technique et Distribution.
Pas près de parler ! (Little Go Beep) est un film américain d'animation Looney Tunes de 8 minutes et mettant en scène Bip Bip et Vil Coyote en bébés réalisé par Spike Brandt en 2000.

## Fiche technique
- Réalisateurs : Spike Brandt
- Producteur : Spike Brandt
- Compositeur : Richard Stone